# Ajuntament del Pinell de Brai
L'Ajuntament del Pinell de Brai és una casa consistorial del monumentalisme academicista situada al Pinell de Brai (Terra Alta) inclosa a l'Inventari del Patrimoni Arquitectònic de Catalunya.

## Descripció
Edifici actual que utilitza formes clàssiques. De tres plantes amb porxo d'arcs de mig punt a la façana principal. La part central de l'interior està ocupada pel cos d'escales. Els tres nivells estan separats per una cornisa motllurada i a la planta primera les finestres principals estan emmarcades per pilastres toscanes que suporten un frontó triangular. També trobem pilastres delimitant el porxo.
Al segon pis les obertures són en forma de galeria correguda. Coberta de teula.